# Transavia

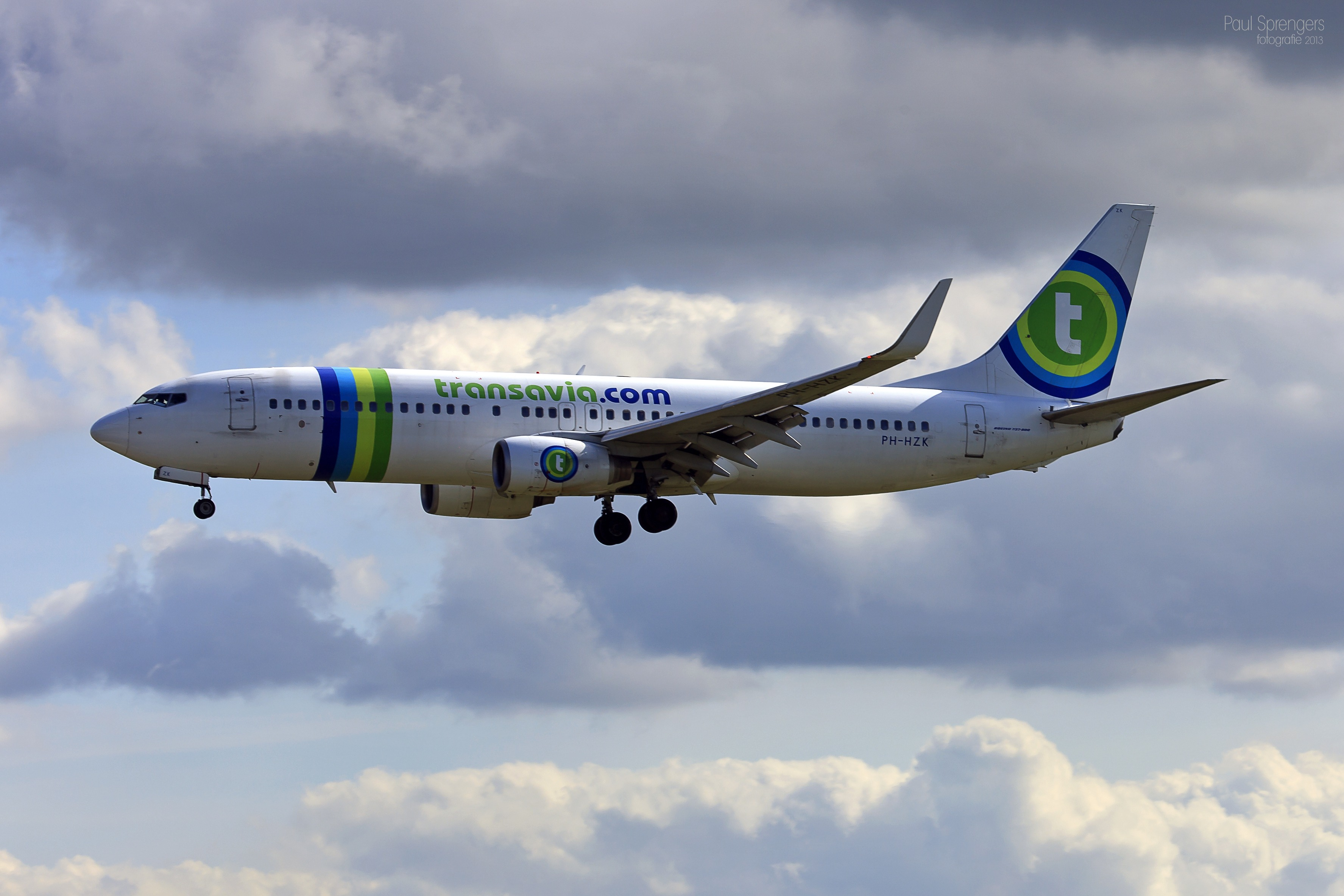
Boeing 737-800 авиакомпании Transavia

Transavia (юридическое название Transavia Airlines C.V., ранее работала под брендом transavia.com) — нидерландская бюджетная авиакомпания, входящая в холдинг Air France-KLM. Базируется в амстердамском аэропорту Схипхол. Имеет дочернее подразделение Transavia France.
Штаб-квартира авиакомпании также расположена в аэропорту Схипхол в городе Харлеммермер.

## История
В декабре 2000 года авиакомпания Transavia создала дочернюю бюджетную авиакомпанию Basiq Air
С 1 января 2005 года авиакомпания Basiq Air прекратила существования. Всё рейсы стали выполняться под именем Transavia.
В 2015-м году авиакомпанией был проведен ребрендинг, был обновлен логотип и ливрея самолетов.

## Маршрутная сеть
Авиакомпания Transavia имеет пять основных хабов в Нидерландах. Это аэропорты Амстердама, Роттердама, Гронингена, Маастрихта и Эйндховена, откуда перевозчик выполняет регулярные и сезонные рейсы в города Австрии, Болгарии, Греции, Египта, Италии, Испании, Марокко, Португалии, Финляндии, Франции.
Дочерняя же компания Transavia France имеет свой хаб в парижском аэропорту Орли.

## Флот
.

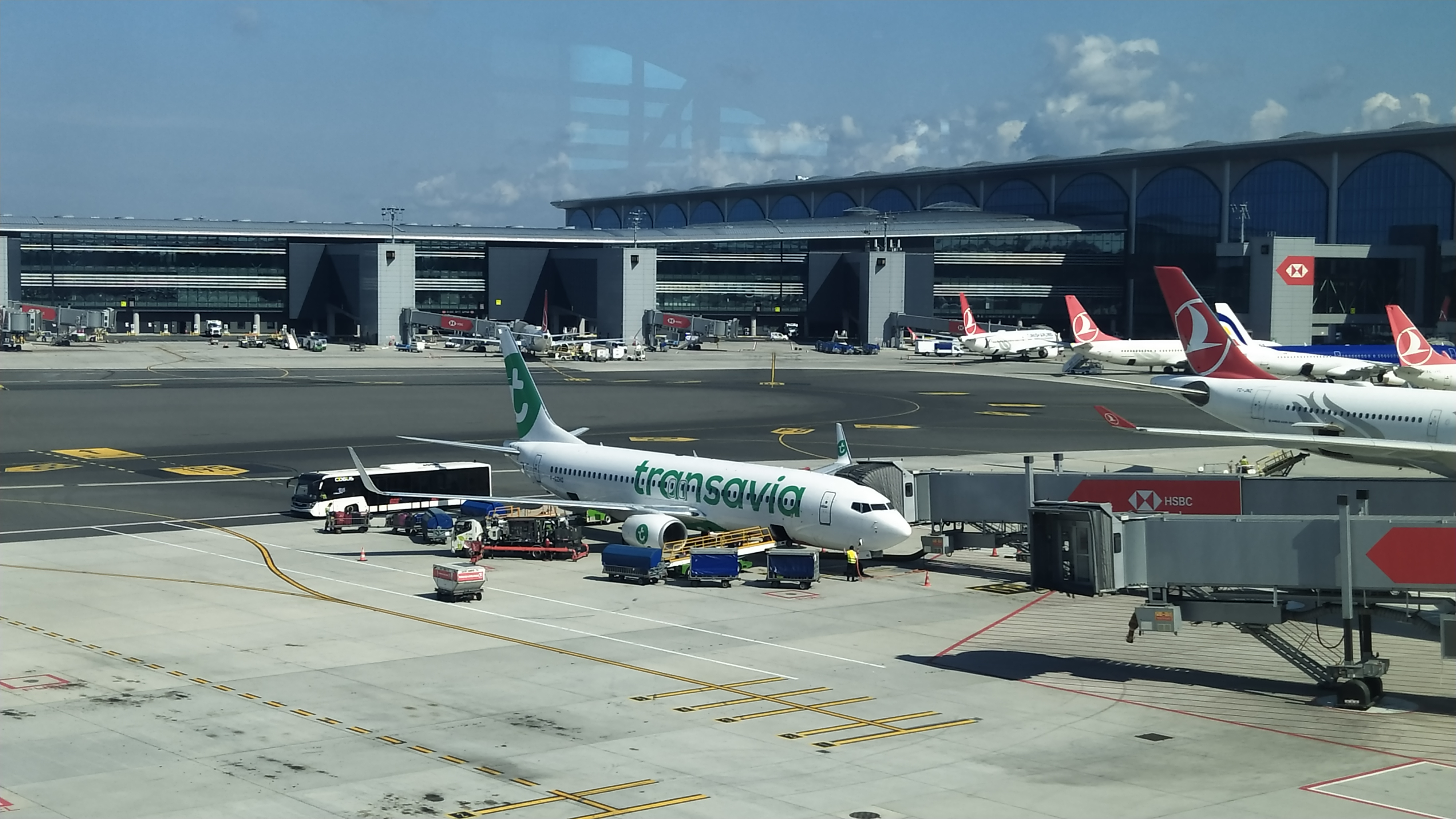
Самолёт компании Transavia в аэропорту Стамбул

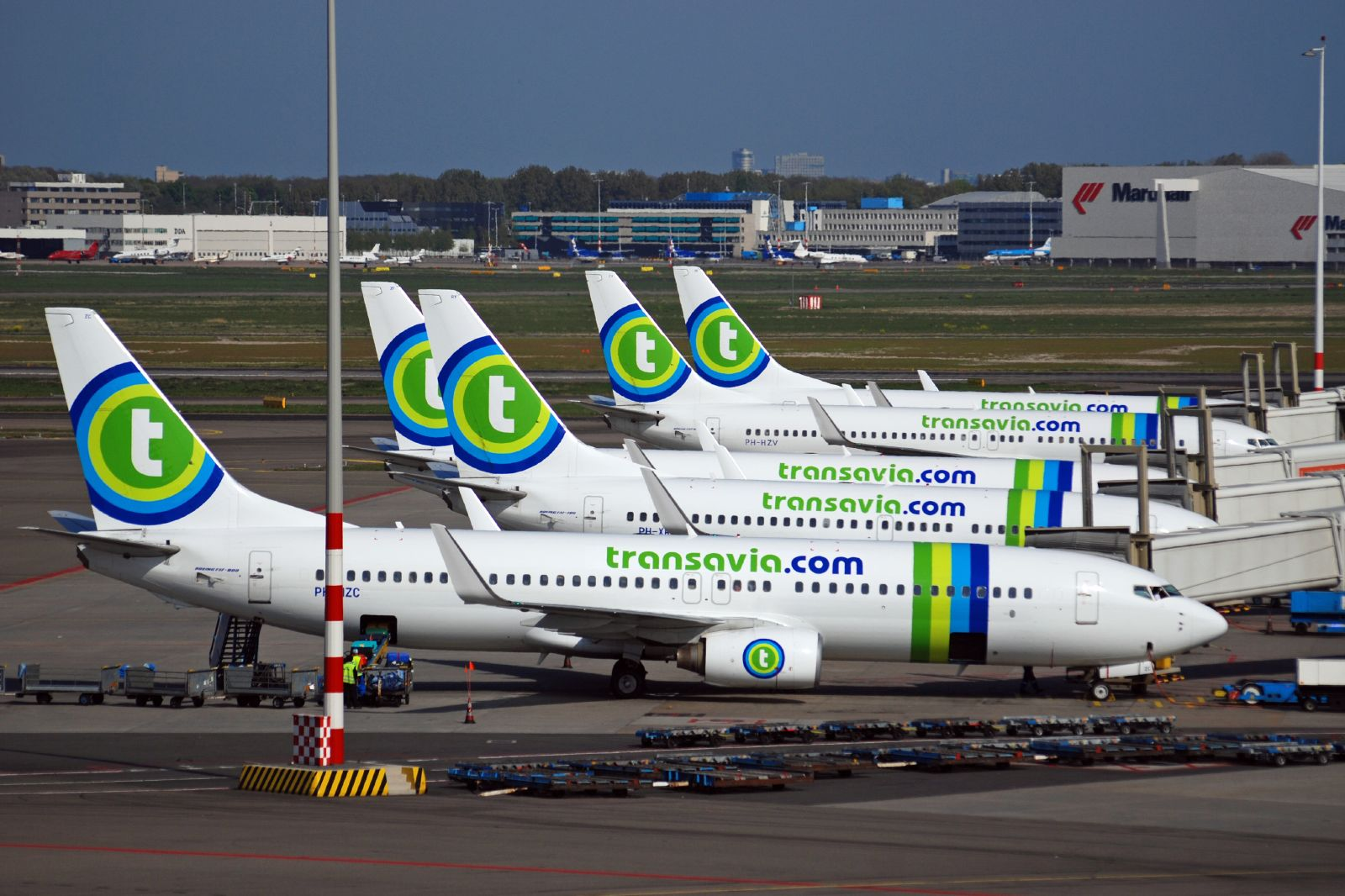
Самолеты Transavia в аэропорту Схипхол

По состоянию на июль 2020 года, средний возраст флота составляет 11,4 лет. Флот авиакомпании состоит из следующих самолётов:
Также часть самолетов в зимний период Transavia передает авиакомпании Sun Country Airlines, согласно соглашению о взаимной аренде самолётов между этими авиакомпаниями.
Прежде Transavia использовала самолеты Airbus A300, Airbus A310, Boeing 757, а также Boeing 737 более ранних моделей.

## Обслуживание

Старый логотип авиакомпании

Во время полета на рейсах Transavia пассажирам предлагается купить еду и напитки за дополнительную плату.
Также как и у всех бюджетных авиакомпаний провоз багажа на рейсах Transavia оплачивается дополнительно. С 5 апреля 2011 года максимальный вес для бесплатного провоза ручной клади на одного пассажира увеличился с 5 до 10 килограммов.